# 日野中継局
日野中継局（ひのちゅうけいきょく）は、鳥取県日野郡日野町に置かれているテレビとFMラジオ放送の中継局。なお、ここでは同町内に置かれている中日野テレビ中継局と下榎テレビ中継局についても記載する。

## 日野テレビ・FM中継局

### デジタルテレビ放送
| リモコン 番号 | 放送局名                     | チャンネル 番号 | 空中線 電力 | ERP  | 偏波面   | 放送対象地域   | 放送区域 内世帯数 | 運用開始日     |
| ------------- | ---------------------------- | --------------- | ----------- | ---- | -------- | -------------- | ----------------- | -------------- |
| 1             | NKT 日本海テレビジョン放送   | 15              | 500mW       | 4.2W | 水平偏波 | 鳥取県･ 島根県 | 約1,500世帯       | 2010年 9月27日 |
| 2             | NHK 鳥取教育                 | 18              | 500mW       | 4.2W | 水平偏波 | 全国           | 約1,500世帯       | 2010年 9月27日 |
| 3             | NHK 鳥取総合                 | 22              | 500mW       | 4.2W | 水平偏波 | 鳥取県         | 約1,500世帯       | 2010年 9月27日 |
| 6             | BSS 山陰放送                 | 17              | 500mW       | 4.2W | 水平偏波 | 島根県･ 鳥取県 | 約1,500世帯       | 2010年 9月27日 |
| 8             | TSK 山陰中央テレビジョン放送 | 16              | 500mW       | 4W   | 水平偏波 | 島根県･ 鳥取県 | 約1,500世帯       | 2010年 9月27日 |

- 所在地： 日野郡日野町舟場字古峠東（古峠山）[2][3]
- 放送区域: 西伯郡伯耆町、日野郡日野町及び鳥取県日野郡江府町の各一部[2][3]
- 2010年8月6日に予備免許が交付され[4][2]、8月30日に試験放送を開始。9月27日に本放送を開始した[1]。なお、BSSとTSKはデジタル新局として開局した。

### アナログテレビ放送
| チャンネル 番号 | 放送局名                     | 空中線 電力       | ERP               | 偏波面   | 放送対象地域    | 放送区域 内世帯数 | 運用開始日      |
| --------------- | ---------------------------- | ----------------- | ----------------- | -------- | --------------- | ----------------- | --------------- |
| 2               | NHK 鳥取総合                 | 映像100W/ 音声25W | 映像260W/ 音声64W | 水平偏波 | 鳥取県          | -                 | 1963年 12月28日 |
| 5               | NHK 鳥取教育                 | 映像100W/ 音声25W | 映像230W/ 音声59W | 水平偏波 | 全国            | -                 | 1963年 12月28日 |
| 8               | NKT 日本海テレビジョン放送   | 映像100W/ 音声25W | 映像280W/ 音声69W | 水平偏波 | 鳥取県・ 島根県 | -                 | 1963年 12月28日 |
| 38              | BSS 山陰放送                 | 映像300W/ 音声75W | 映像-W/ 音声-W    | 水平偏波 | 鳥取県・ 島根県 | -                 | （開局せず）    |
| 40              | TSK 山陰中央テレビジョン放送 | 映像300W/ 音声75W | 映像-W/ 音声-W    | 水平偏波 | 鳥取県・ 島根県 | -                 | （開局せず）    |

- 所在地： デジタルテレビ放送に同じ
- 2011年7月24日をもってすべて廃止された。

### FMラジオ放送
| 周波数  | 放送局名   | 空中線 電力 | ERP  | 偏波面   | 放送対象地域 | 放送区域 内世帯数 | 運用開始日      |
| ------- | ---------- | ----------- | ---- | -------- | ------------ | ----------------- | --------------- |
| 84.0MHz | NHK 鳥取FM | 100W        | 230W | 水平偏波 | 鳥取県       | -                 | 1972年 10月27日 |

- 所在地： デジタルテレビ放送に同じ

## 中日野テレビ中継局

### デジタルテレビ放送
| リモコン 番号 | 放送局名                     | チャンネル 番号 | 空中線 電力 | ERP  | 偏波面         | 放送対象地域 | 放送区域 内世帯数 | 運用開始日     |
| ------------- | ---------------------------- | --------------- | ----------- | ---- | -------------- | ------------ | ----------------- | -------------- |
| 1             | NKT 日本海テレビジョン放送   | 23              | 1W          | 3W   | 鳥取県･ 島根県 | 水平偏波     | 約1,000世帯       | 2008年 10月1日 |
| 2             | NHK 鳥取教育                 | 22              | 1W          | 3.3W | 全国           | 水平偏波     | 約1,000世帯       | 2008年 10月1日 |
| 3             | NHK 鳥取総合                 | 18              | 1W          | 3.3W | 鳥取県         | 水平偏波     | 約1,000世帯       | 2008年 10月1日 |
| 6             | BSS 山陰放送                 | 25              | 1W          | 3.4W | 島根県･ 鳥取県 | 水平偏波     | 約1,000世帯       | 2008年 10月1日 |
| 8             | TSK 山陰中央テレビジョン放送 | 24              | 1W          | 3.3W | 島根県･ 鳥取県 | 水平偏波     | 約1,000世帯       | 2008年 10月1日 |

- 所在地： 日野郡日野町安原字大滝（大桂山）[8][9]
- 放送区域： 日野郡日野町の一部[8][9]
- 2008年8月27日に予備免許が交付され[10][8]、9月中旬に試験放送を開始。10月1日に本放送を開始した[7]。なお、NHKとNKTはデジタル新局として開局した。

### アナログテレビ放送
| チャンネル 番号 | 放送局名                     | 空中線 電力       | ERP                | 偏波面   | 放送対象地域    | 放送区域 内世帯数 | 運用開始日     |
| --------------- | ---------------------------- | ----------------- | ------------------ | -------- | --------------- | ----------------- | -------------- |
| 39              | BSS 山陰放送                 | 映像10W/ 音声2.5W | 映像42W/ 音声10.5W | 水平偏波 | 島根県・ 鳥取県 | -                 | 1974年 5月30日 |
| 41              | TSK 山陰中央テレビジョン放送 | 映像10W/ 音声2.5W | 映像42W/ 音声10.5W | 水平偏波 | 島根県・ 鳥取県 | -                 | 1978年 10月5日 |

- 所在地： デジタルテレビ放送に同じ
- 2011年7月24日をもってすべて廃止された。

## 下榎テレビ中継局

### デジタルテレビ放送
| リモコン 番号 | 放送局名     | チャンネル 番号 | 空中線 電力 | ERP   | 偏波面   | 放送対象地域 | 放送区域 内世帯数 | 運用開始日      |
| ------------- | ------------ | --------------- | ----------- | ----- | -------- | ------------ | ----------------- | --------------- |
| 2             | NHK 鳥取教育 | 20              | 100mW       | 210mW | 水平偏波 | 全国         | 約240世帯         | 2010年 11月29日 |
| 3             | NHK 鳥取総合 | 26              | 100mW       | 210mW | 水平偏波 | 鳥取県       | 約240世帯         | 2010年 11月29日 |

- 所在地： 日野郡日野町下榎字宮﨏ヲンジ[12][13]
- 放送区域： 日野郡日野町の一部[12][13]
- 2010年10月15日に予備免許が交付され[14][12]、11月1日から試験電波を発射。11月29日に本放送を開始した[11]。なお、民放局にはチャンネルが割り当てられていない。

### アナログテレビ放送
| チャンネル 番号 | 放送局名                   | 空中線 電力       | ERP            | 偏波面   | 放送対象地域    | 放送区域 内世帯数 | 運用開始日     |
| --------------- | -------------------------- | ----------------- | -------------- | -------- | --------------- | ----------------- | -------------- |
| 53              | NHK 鳥取教育               | 映像1W/ 音声250mW | 映像-W/ 音声-W | 水平偏波 | 全国            | -                 | 1971年 12月2日 |
| 55              | NHK 鳥取総合               | 映像1W/ 音声250mW | 映像-W/ 音声-W | 水平偏波 | 鳥取県          | -                 | 1971年 12月2日 |
| 57              | NKT 日本海テレビジョン放送 | 映像1W/ 音声250mW | 映像-W/ 音声-W | 水平偏波 | 鳥取県・ 島根県 | -                 | 1971年 12月2日 |

- 所在地： デジタルテレビ放送に同じ
- 2011年7月24日をもってすべて廃止された。